# Tomáš Likavský
Tomáš Likavský (ur. 28 lipca 1971 w Zwoleniu) – słowacki szachista i trener szachowy (FIDE Trainer od 2009), arcymistrz od 2005 roku.

## Kariera szachowa
Dwukrotnie (w latach 2004 oraz 2006) wystąpił w narodowej drużynie na szachowych olimpiadach. Oprócz tego, w roku 2001, reprezentował Słowację w drużynowych mistrzostwach Europy, rozegranych w León. Również w tym roku zwyciężył w otwartych turniejach w Tatranskich Zrubach (wraz z Mikulasem Manikiem) oraz w Imperii (wraz z Borysem Czatałbaszewem). Na przełomie 2001 i 2002 roku podzielił II lokatę w festiwalu Cracovia 2001/02 w Krakowie. Triumfował również w Salgótarjánie oraz podzielił I miejsce w Weilheim in Oberbayern. W 2003 ponownie zwyciężył (wraz z Konstantinem Czernyszowem) w Salgótarjánie, natomiast w 2004 podzielił II-III miejsce w mistrzostwach Słowacji oraz odniósł duży sukces, zwyciężając (wraz z Olegiem Korniejewem) w Imperii. W 2006 podzielił I miejsce w kolejnym openie w Českiej Třebovej, w 2007 r. powtórzył to osiągnięcie w Szombathely, natomiast w 2008 r. zwyciężył w Cieplicach. W 2010 r. zwyciężył (wspólnie z Peterem Michalíkiem) w Březovej.
Najwyższy ranking w dotychczasowej karierze osiągnął 1 października 2005 r., z wynikiem 2514 punktów zajmował wówczas 5. miejsce wśród słowackich szachistów.